# Lista över THE:s världsranking av lärosäten 2018
Lista över Times Higher Educations rankning av världens främsta lärosäten 2018.

## Topp 50
| Land           | Lärosäte                                       | Placering |
| Storbritannien | Oxfords universitet                            | 1         |
| Storbritannien | Universitetet i Cambridge                      | 2         |
| USA            | California Institute of Technology             | 3         |
| USA            | Stanford University                            | 3         |
| USA            | Massachusetts Institute of Technology          | 5         |
| USA            | Harvard University                             | 6         |
| USA            | Princeton University                           | 7         |
| Storbritannien | Imperial College London                        | 8         |
| USA            | University of Chicago                          | 9         |
| USA            | University of Pennsylvania                     | 10        |
| Schweiz        | Eidgenössische Technische Hochschule Zürich    | 10        |
| USA            | Yale University                                | 12        |
| USA            | Johns Hopkins University                       | 13        |
| USA            | Columbia University                            | 14        |
| USA            | University of California, Los Angeles          | 15        |
| Storbritannien | University College London                      | 16        |
| USA            | Duke University                                | 17        |
| USA            | University of California, Berkeley             | 18        |
| USA            | Cornell University                             | 19        |
| USA            | Northwestern University                        | 20        |
| USA            | University of Michigan                         | 21        |
| Singapore      | National University of Singapore               | 22        |
| Kanada         | University of Toronto                          | 22        |
| USA            | Carnegie Mellon University                     | 24        |
| Storbritannien | London School of Economics                     | 25        |
| USA            | University of Washington                       | 25        |
| Storbritannien | University of Edinburgh                        | 27        |
| USA            | New York University                            | 27        |
| Kina           | Pekinguniversitetet                            | 27        |
| Kina           | Tsinghuauniversitetet                          | 30        |
| USA            | University of California, San Diego            | 31        |
| Australien     | University of Melbourne                        | 32        |
| USA            | Georgia Institute of Technology                | 33        |
| Kanada         | University of British Columbia                 | 34        |
| Tyskland       | Münchens universitet                           | 34        |
| Storbritannien | King's College London                          | 36        |
| USA            | University of Illinois at Urbana-Champaign     | 37        |
| Schweiz        | École polytechnique fédérale de Lausanne       | 38        |
| Sverige        | Karolinska Institutet                          | 38        |
| Hongkong       | University of Hong Kong                        | 40        |
| Tyskland       | Münchens tekniska universitet                  | 41        |
| Kanada         | McGill University                              | 42        |
| USA            | University of Wisconsin-Madison                | 43        |
| Hongkong       | Hong Kong University of Science and Technology | 44        |
| Tyskland       | Heidelbergs universitet                        | 45        |
| Japan          | Tokyos universitet                             | 46        |
| Belgien        | Katholieke Universiteit Leuven                 | 47        |
| Australien     | Australian National University                 | 48        |
| USA            | University of Texas                            | 49        |
| USA            | Brown University                               | 50        |
| USA            | Washington University in St Louis              | 50        |

## Grupp 52-100
| Land           | Lärosäte                                           | Placering |
| Singapore      | Nanyang Technological University                   | 52        |
| USA            | University of California, Santa Barbara            | 53        |
| USA            | University of California, Davis                    | 54        |
| Storbritannien | University of Manchester                           | 54        |
| USA            | University of Minnesota                            | 56        |
| USA            | University of North Carolina at Chapel Hill        | 56        |
| Hongkong       | The Chinese University of Hong Kong                | 58        |
| Nederländerna  | Universiteit van Amsterdam                         | 59        |
| USA            | Purdue University                                  | 60        |
| Australien     | University of Sydney                               | 61        |
| Tyskland       | Humboldt-Universität zu Berlin                     | 62        |
| Nederländerna  | Delfts tekniska universitet                        | 63        |
| Nederländerna  | Wageningen University & Research                   | 64        |
| Australien     | University of Queensland                           | 65        |
| USA            | University of Southern California                  | 66        |
| Nederländerna  | Universitetet i Leiden                             | 67        |
| Nederländerna  | Universitetet i Utrecht                            | 68        |
| USA            | University of Maryland                             | 69        |
| USA            | Boston University                                  | 70        |
| USA            | Ohio State University                              | 70        |
| Nederländerna  | Erasmusuniversitetet i Rotterdam                   | 72        |
| Frankrike      | Université de recherche Paris Sciences et Lettres  | 72        |
| Japan          | Kyoto universitet                                  | 74        |
| Sydkorea       | Seouls nationella universitet                      | 74        |
| Storbritannien | University of Bristol                              | 76        |
| USA            | Pennsylvania State University                      | 77        |
| Kanada         | McMaster University                                | 78        |
| Tyskland       | RWTH Aachen                                        | 79        |
| Storbritannien | University of Glasgow                              | 80        |
| Australien     | Monash University                                  | 80        |
| Tyskland       | Freiburgs universitet                              | 82        |
| Nederländerna  | Universitetet i Groningen                          | 83        |
| USA            | Michigan State University                          | 83        |
| Australien     | University of New South Wales                      | 85        |
| Sverige        | Uppsala universitet                                | 86        |
| USA            | Rice University                                    | 86        |
| Tyskland       | Freie Universität Berlin                           | 88        |
| USA            | Dartmouth College                                  | 89        |
| Finland        | Helsingfors universitet                            | 90        |
| Storbritannien | University of Warwick                              | 91        |
| Tyskland       | Münchens tekniska universitet                      | 92        |
| Sverige        | Lunds universitet                                  | 93        |
| Tyskland       | Tübingens universitet                              | 94        |
| Schweiz        | Universität Basel                                  | 95        |
| Sydkorea       | Korea Advanced Institute of Science and Technology | 95        |
| Storbritannien | Durham University                                  | 97        |
| USA            | Emory University                                   | 98        |
| USA            | University of California, Irvine                   | 99        |
| Tyskland       | Bonns universitet                                  | 100       |
| USA            | University of Colorado Boulder                     | 100       |
| USA            | University of Pittsburgh                           | 100       |

## Grupp 103-149
| Land           | Lärosäte                                      | Placering |
| Nederländerna  | Universitetet i Maastricht                    | 103       |
| Storbritannien | Universitetet i Sheffield                     | 104       |
| Schweiz        | Universität Bern                              | 105       |
| USA            | Vanderbilt University                         | 105       |
| Belgien        | Universiteit Gent                             | 107       |
| Kanada         | Université de Montréal                        | 108       |
| Danmark        | Aarhus universitet                            | 109       |
| Danmark        | Köpenhamns universitet                        | 109       |
| Sydkorea       | Sungkyunkwan University                       | 111       |
| Australien     | University of Western Australia               | 111       |
| Tyskland       | Göttingens universitet                        | 113       |
| USA            | University of Virginia                        | 113       |
| Frankrike      | École Polytechnique                           | 115       |
| Kina           | Fudanuniversitetet                            | 116       |
| Irland         | Trinity College Dublin                        | 117       |
| USA            | Indiana University                            | 117       |
| Kanada         | University of Alberta                         | 119       |
| Hongkong       | City University of Hong Kong                  | 119       |
| Storbritannien | Queen Mary University of London               | 121       |
| Nederländerna  | Radboud Universiteit Nijmegen                 | 122       |
| USA            | Georgetown University                         | 123       |
| Frankrike      | Université Pierre-et-Marie-Curie              | 123       |
| Tyskland       | Mannheims universitet                         | 125       |
| USA            | Arizona State University                      | 126       |
| Tyskland       | Charité                                       | 126       |
| Storbritannien | University of Southampton                     | 126       |
| Belgien        | Université catholique de Louvain              | 129       |
| Storbritannien | University of Exeter                          | 130       |
| Schweiz        | Université de Genève                          | 130       |
| Kina           | University of Science and Technology of China | 132       |
| Tyskland       | Karlsruher Institut für Technologie           | 133       |
| Sverige        | Stockholms universitet                        | 134       |
| Australien     | University of Adelaide                        | 134       |
| Schweiz        | Zürichs universitet                           | 136       |
| Sydkorea       | Pohang University of Science and Technology   | 137       |
| Storbritannien | University of York                            | 137       |
| Storbritannien | University of Leeds                           | 139       |
| Spanien        | Universitat Pompeu Fabra                      | 140       |
| Storbritannien | University of Birmingham                      | 141       |
| Nederländerna  | Technische Universiteit Eindhoven             | 141       |
| USA            | University of Florida                         | 143       |
| Storbritannien | University of St Andrews                      | 143       |
| Tyskland       | Kölns universitet                             | 145       |
| Norge          | Universitetet i Oslo                          | 146       |
| Spanien        | Universitat Autònoma de Barcelona             | 147       |
| Storbritannien | University of Nottingham                      | 147       |
| Storbritannien | University of Sussex                          | 147       |
| Storbritannien | Lancaster University                          | 150       |
| USA            | University of Notre Dame                      | 150       |

## Grupp 152-200
| Land           | Lärosäte                                                              | Placering |
| Schweiz        | Université de Lausanne                                                | 152       |
| Danmark        | Danmarks Tekniske Universitet                                         | 153       |
| Storbritannien | University of Rochester                                               | 153       |
| Italien        | Scuola superiore di studi universitari e di perfezionamento Sant'Anna | 155       |
| Tyskland       | Technische Universität Dresden                                        | 155       |
| Tyskland       | Universität Ulm                                                       | 155       |
| USA            | Case Western Reserve University                                       | 158       |
| Storbritannien | University of Leicester                                               | 159       |
| USA            | Texas A&M University                                                  | 159       |
| USA            | University of Arizona                                                 | 161       |
| USA            | University of California, Santa Cruz                                  | 162       |
| Storbritannien | Cardiff University                                                    | 162       |
| Tyskland       | Friedrich-Alexander-Universität Erlangen-Nürnberg                     | 162       |
| Österrike      | Wiens universitet                                                     | 165       |
| Nederländerna  | Vrije Universiteit Amsterdam                                          | 165       |
| Tyskland       | Würzburgs universitet                                                 | 165       |
| USA            | University of Alabama at Birmingham                                   | 168       |
| Kina           | Nanjing University                                                    | 169       |
| USA            | Tufts University                                                      | 169       |
| Sydafrika      | University of Cape Town                                               | 171       |
| USA            | Rutgers University-New Brunswick                                      | 172       |
| Sverige        | Kungliga Tekniska högskolan                                           | 173       |
| Tyskland       | Münsters universitet                                                  | 173       |
| Belgien        | Université Libre de Bruxelles                                         | 175       |
| Storbritannien | Newcastle University                                                  | 175       |
| Storbritannien | Liverpools universitet                                                | 177       |
| Kina           | Zhejiang University                                                   | 177       |
| Luxemburg      | Université du Luxembourg                                              | 179       |
| Nederländerna  | Universiteit Twente                                                   | 179       |
| Frankrike      | Université Paris-Sud                                                  | 181       |
| Frankrike      | École normale supérieure de Lyon                                      | 182       |
| Hongkong       | Hong Kong Polytechnic University                                      | 182       |
| Italien        | Scuola normale superiore                                              | 184       |
| Storbritannien | Universitetet i Aberdeen                                              | 185       |
| USA            | University of Miami                                                   | 186       |
| Storbritannien | University of Dundee                                                  | 187       |
| Storbritannien | University of East Anglia                                             | 188       |
| Kina           | Shanghai Jiao Tong University                                         | 188       |
| Finland        | Aalto-universitetet                                                   | 190       |
| USA            | University of Massachusetts                                           | 191       |
| Nya Zeeland    | University of Auckland                                                | 192       |
| USA            | Northeastern University                                               | 193       |
| Ryssland       | Moskvauniversitetet                                                   | 194       |
| Nederländerna  | Tilburguniversitetet                                                  | 195       |
| Frankrike      | Sorbonne universitetet                                                | 196       |
| Storbritannien | Royal Holloway, University of London                                  | 197       |
| Sverige        | Göteborgs universitet                                                 | 198       |
| USA            | University of California, Riverside                                   | 198       |
| Taiwan         | National Taiwan University                                            | 198       |

## Grupp 201-250
| Land           | Lärosäte                                           | Placering |
| Danmark        | Aalborg Universitet                                | 201-250   |
| Belgien        | Universiteit Antwerpen                             | 201-250   |
| Spanien        | Barcelonas universitet                             | 201-250   |
| Norge          | Universitetet i Bergen                             | 201-250   |
| Italien        | Universitetet i Bologna                            | 201-250   |
| USA            | Brandeis University                                | 201-250   |
| Kanada         | University of Calgary                              | 201-250   |
| Sverige        | Chalmers tekniska högskola                         | 201-250   |
| USA            | University of Cincinnati                           | 201-250   |
| Danmark        | Copenhagen Business School                         | 201-250   |
| USA            | University of Delaware                             | 201-250   |
| Tyskland       | Universität Duisburg-Essen                         | 201-250   |
| USA            | Florida State University                           | 201-250   |
| Schweiz        | Fribourguniversitetet                              | 201-250   |
| USA            | George Washington University                       | 201-250   |
| Tyskland       | Hamburgs universitet                               | 201-250   |
| USA            | University of Hawaii                               | 201-250   |
| Israel         | Hebreiska universitetet i Jerusalem                | 201-250   |
| Island         | Islands universitet                                | 201-250   |
| USA            | University of Iowa                                 | 201-250   |
| Australien     | James Cook University                              | 201-250   |
| Tyskland       | Kiels universitet                                  | 201-250   |
| Saudiarabien   | King Abdulaziz University                          | 201-250   |
| Tyskland       | Universität Konstanz                               | 201-250   |
| Sydkorea       | Korea University                                   | 201-250   |
| Irland         | National University of Ireland                     | 201-250   |
| Japan          | Osaka universitet                                  | 201-250   |
| Nya Zeeland    | University of Otago                                | 201-250   |
| Kanada         | Universitetet i Ottawa                             | 201-250   |
| Frankrike      | Université Paris-Diderot                           | 201-250   |
| Tyskland       | Universität Passau                                 | 201-250   |
| Tyskland       | Potsdams universitet                               | 201-250   |
| Storbritannien | Queens University, Belfast                         | 201-250   |
| Australien     | Queensland University of Technology                | 201-250   |
| Storbritannien | University of Reading                              | 201-250   |
| Irland         | Royal College of Surgeons in Ireland               | 201-250   |
| Tyskland       | Ruhruniversitetet i Bochum                         | 201-250   |
| Australien     | University of South Australia                      | 201-250   |
| Storbritannien | St. Georges University of London                   | 201-250   |
| Tyskland       | Stuttgarts universitet                             | 201-250   |
| Finland        | Tammerfors universitet                             | 201-250   |
| Tyskland       | Darmstadts tekniska universitet                    | 201-250   |
| Australien     | University of Technology, Sydney                   | 201-250   |
| Israel         | Tel Aviv University                                | 201-250   |
| USA            | University of Texas at Dallas                      | 201-250   |
| Japan          | Tohoku universitet                                 | 201-250   |
| Sydkorea       | Ulsan National Institute of Science and Technology | 201-250   |
| Irland         | University College Dublin                          | 201-250   |
| USA            | University of Utah                                 | 201-250   |
| Italien        | Università Vita-Salute San Raffaele                | 201-250   |
| Kanada         | University of Waterloo                             | 201-250   |
| Kanada         | Western University                                 | 201-250   |
| Sydkorea       | Yonsei University                                  | 201-250   |

## Grupp 251-300
| Land           | Lärosäte                                             | Placering |
| Frankrike      | Université d'Aix-Marseille                           | 251-300   |
| Storbritannien | University of Bath                                   | 251-300   |
| Tyskland       | Universität Bayreuth                                 | 251-300   |
| Tyskland       | Bielefelds universitet                               | 251-300   |
| Tyskland       | Universität Bremen                                   | 251-300   |
| USA            | University of Buffalo                                | 251-300   |
| USA            | Clark University                                     | 251-300   |
| USA            | University of Colorado Denver                        | 251-300   |
| USA            | Colorado School of Mines                             | 251-300   |
| Kanada         | Dalhousie University                                 | 251-300   |
| Frankrike      | École nationale des ponts et chaussées               | 251-300   |
| Storbritannien | University of Essex                                  | 251-300   |
| Tyskland       | Johann Wolfgang Goethe-Universität Frankfurt am Main | 251-300   |
| Australien     | Griffith University                                  | 251-300   |
| Tyskland       | Universität Hohenheim                                | 251-300   |
| USA            | niversity of Illinois at Chicago                     | 251-300   |
| Indien         | Indian Institute of Science                          | 251-300   |
| Österrike      | Innsbrucks universitet                               | 251-300   |
| Tyskland       | Johannes Gutenberg-Universität Mainz                 | 251-300   |
| Kanada         | Université Laval                                     | 251-300   |
| Australien     | Macquarie University                                 | 251-300   |
| Tyskland       | Philipps-Universität Marburg                         | 251-300   |
| Österrike      | Medizinische Universität Wien                        | 251-300   |
| Ryssland       | Moskvas institut för fysik och teknologi             | 251-300   |
| Australien     | University of Newcastle                              | 251-300   |
| USA            | North Carolina State University                      | 251-300   |
| Norge          | Norges teknisk-naturvetenskapliga universitet        | 251-300   |
| USA            | University of Oregon                                 | 251-300   |
| USA            | Oregon Health and Science University                 | 251-300   |
| Finland        | Uleåborgs universitet                                | 251-300   |
| Kanada         | Queen's University                                   | 251-300   |
| Brasilien      | Universitetet i São Paulo                            | 251-300   |
| Kanada         | Simon Fraser University                              | 251-300   |
| Danmark        | Syddansk Universitet                                 | 251-300   |
| USA            | University of South Florida                          | 251-300   |
| USA            | Stony Brook University                               | 251-300   |
| Storbritannien | University of Surrey                                 | 251-300   |
| Storbritannien | Swansea University                                   | 251-300   |
| Sverige        | Sveriges lantbruksuniversitet                        | 251-300   |
| USA            | Syracuse University                                  | 251-300   |
| Japan          | Tokyo Institute of Technology                        | 251-300   |
| Italien        | Università degli Studi di Trento                     | 251-300   |
| Sverige        | Umeå universitet                                     | 251-300   |
| USA            | Wake Forest University                               | 251-300   |
| USA            | William & Mary University                            | 251-300   |
| Sydafrika      | University of the Witwatersrand                      | 251-300   |
| Australien     | University of Wollongong                             | 251-300   |

## Grupp 301-350
| Land                  | Lärosäte                                            | Placering |
| Storbritannien        | Aberystwyth University                              | 301-350   |
| USA                   | University of Alska Fairbanks                       | 301-350   |
| Storbritannien        | Anglia Ruskin University                            | 301-350   |
| Iran                  | Babol Noshirvani University of Technology           | 301-350   |
| Storbritannien        | Bangor University                                   | 301-350   |
| Storbritannien        | Birkbeck, University of London                      | 301-350   |
| Frankrike             | Université de Bordeaux                              | 301-350   |
| USA                   | Boston College                                      | 301-350   |
| Storbritannien        | Brighton and Sussex Medical School                  | 301-350   |
| Australien            | Charles Darwin University                           | 301-350   |
| USA                   | University of Connecticut                           | 301-350   |
| Australien            | Deakin University                                   | 301-350   |
| USA                   | University of Denver                                | 301-350   |
| Finland               | Östra Finlands universitet                          | 301-350   |
| Australien            | Flinders University                                 | 301-350   |
| Italien               | Libera Università di Bolzano                        | 301-350   |
| USA                   | George Mason University                             | 301-350   |
| Storbritannien        | University of London, Goldsmiths                    | 301-350   |
| Frankrike             | Université Grenoble Alpes                           | 301-350   |
| USA                   | University of Houston                               | 301-350   |
| USA                   | Iowa State University                               | 301-350   |
| Storbritannien        | University of Kent                                  | 301-350   |
| Förenade arabemiraten | Khalifa University of Science and Technology        | 301-350   |
| Turkiet               | Koç Üniversitesi                                    | 301-350   |
| Belgien               | Université de Liège                                 | 301-350   |
| Storbritannien        | Loughborough University                             | 301-350   |
| Österrike             | Universität Graz                                    | 301-350   |
| Italien               | Università degli Studi di Milano                    | 301-350   |
| Japan                 | Nagoya University                                   | 301-350   |
| Taiwan                | National Tsing Hua University                       | 301-350   |
| Spanien               | Universidad de Navarra                              | 301-350   |
| USA                   | University of Nebraska-Lincoln                      | 301-350   |
| USA                   | Oregon State University                             | 301-350   |
| Italien               | Politecnico di Milano                               | 301-350   |
| USA                   | Rensselaer Polytechnic Institute                    | 301-350   |
| USA                   | Rush University                                     | 301-350   |
| Italien               | La Sapienza                                         | 301-350   |
| Storbritannien        | University of Stirling                              | 301-350   |
| Estland               | Tartu universitet                                   | 301-350   |
| Australien            | University of Tasmania                              | 301-350   |
| Tyskland              | Technische Universität Dortmund                     | 301-350   |
| Israel                | Technion                                            | 301-350   |
| USA                   | University of Tennessee, Knoxville                  | 301-350   |
| Ryssland              | Tomsk Polytechnic University                        | 301-350   |
| Kanada                | University of Victoria                              | 301-350   |
| Australien            | Victory University                                  | 301-350   |
| Österrike             | Technische Universität Wien                         | 301-350   |
| USA                   | Virginia Polytechnic Institute and State University | 301-350   |
| Belgien               | Vrije Universiteit Brussel                          | 301-350   |
| USA                   | Washington State University                         | 301-350   |

## Grupp 351-400
| Land           | Lärosäte                                           | Placering |
| USA            | University of Alabama                              | 351-400   |
| USA            | American University                                | 351-400   |
| Storbritannien | Aston University                                   | 351-400   |
| Storbritannien | Brunel University London                           | 351-400   |
| Spanien        | Universidad Complutense de Madrid                  | 351-400   |
| Australien     | University of Canberra                             | 351-400   |
| Nya Zeeland    | University of Canterbury                           | 351-400   |
| Storbritannien | University of London, City                         | 351-400   |
| USA            | Colorado State University                          | 351-400   |
| Frankrike      | Université Côte-d'Azur                             | 351-400   |
| Grekland       | University of Crete                                | 351-400   |
| Australien     | Curtin University                                  | 351-400   |
| Cypern         | Cyprus University of Technology                    | 351-400   |
| USA            | Drexel University                                  | 351-400   |
| Frankrike      | Université Fédérale Toulouse Midi-Pyrénées         | 351-400   |
| USA            | University of Georgia                              | 351-400   |
| USA            | Georgia State University                           | 351-400   |
| Sydkorea       | Gwangju Institute of Science and Technology        | 351-400   |
| Sydkorea       | Hanyang University                                 | 351-400   |
| Storbritannien | Heriot-Watt University                             | 351-400   |
| Ryssland       | Higher School of Economics                         | 351-400   |
| Indien         | Indian Institute of Technology Bombay              | 351-400   |
| Tyskland       | Justus-Liebig-Universität Gießen                   | 351-400   |
| USA            | University of Kansas                               | 351-400   |
| Japan          | Kyushu University                                  | 351-400   |
| Australien     | La Trobe University                                | 351-400   |
| Tyskland       | Hannovers universitet                              | 351-400   |
| Sverige        | Linköpings universitet                             | 351-400   |
| Macao          | University of Macao                                | 351-400   |
| Malaysia       | Universiti Malaya                                  | 351-400   |
| Frankrike      | Montpelliers universitet                           | 351-400   |
| Sverige        | Örebro universitet                                 | 351-400   |
| Italien        | Universitetet i Padua                              | 351-400   |
| Italien        | Universitetet i Pavia                              | 351-400   |
| Italien        | Universitetet i Pisa                               | 351-400   |
| Storbritannien | Royal Veterinary College                           | 351-400   |
| Turkiet        | Sabancı Üniversitesi                               | 351-400   |
| Italien        | Universitetet i Salerno                            | 351-400   |
| USA            | University of South Carolina                       | 351-400   |
| Sydafrika      | Universitetet i Stellenbosch                       | 351-400   |
| Frankrike      | Strasbourgs universitet                            | 351-400   |
| Kina           | Sun Yat-sen University                             | 351-400   |
| USA            | Temple University                                  | 351-400   |
| Italien        | Universitetet i Trieste                            | 351-400   |
| USA            | Tulane University                                  | 351-400   |
| Finland        | Åbo universitet                                    | 351-400   |
| Irland         | University College Cork                            | 351-400   |
| USA            | University of Vermont                              | 351-400   |
| Frankrike      | Université de Versailles Saint-Quentin-en-Yvelines | 351-400   |
| Nya Zeeland    | University of Waikato                              | 351-400   |
| USA            | Wayne State University                             | 351-400   |
| Kanada         | York University                                    | 351-400   |